# زياد الظاهر
زياد الظاهر أو زياد أبو السعود الظاهر زيداني (1946 - 17 يوليو 2021) هو فنانُ تشكيليٌ ومهندسٌ فلسطيني، اشتهر بكونه من أمهر الرسامين في الداخل الفلسطيني المُحتل، حيث أقيمت له العديد من المعارض، كما يُعد من أهم الباحثين في تاريخ الناصرة، وكان أيضًا قد تقفى آثار ظاهر العمر (1695-1775) ورسم قلاعه الواسعة في الجليل وجيوشه الجرارة.

## حياته
وُلد زياد الظاهر (يُكنى أبو طارق) في مدينة الناصرة عام 1946، ودرس فيها الابتدائية والثانوية، ثم أكمل دراسة الهندسة المعمارية في جامعة حيفا. درس أيضًا الرسم لمدة 3 سنواتٍ، موزعةٍ بين المركز الثقافي البلدي بالناصرة (1970) وكلية المزرعة (1992) وجامعة حيفا (1993). عمل مهندسًا معماريًا في مكتبه الخاص بالناصرة.
شارك زياد في العديد من مهرجانات ومعارض الفن التشكيلي محليًا وخارجيًا، وتميزت رسوماته بالطابع التاريخي والتارثي حول تاريخ فلسطين. تذكر المصادر أنَّ زياد يُعد من أهم الباحثين في تاريخ الناصرة، حيث أنه كان يرسم سلالات وفروع عائلات الناصرة على شكل شجرةٍ بكل فروعها.[بحاجة لمصدر]
يصف زياد نفسه، بأنه من سلالة القائد ظاهر العمر الزيداني (1695 - 1775)، وهو أحد حكام فلسطين في العصر العثماني. أدى ذلك إلى تقفيه آثار ظاهر العمر ورسم قلاعه الواسعة في الجليل وجيوشه الجرارة. صدر في عام 2018 كتاب «الشيخ ظاهر العمر الزيداني» للمؤرخ محمود يزبك، وكانت صورة ظاهر العمر التي رسمها زياد الظاهر هي غلاف الكتاب.
يُذكر أيضًا أنَّ زياد الظاهر مُتزوج ولهُ ولدٌ وبنتان.

## وفاته
تُوفي زياد الظاهر في مدينة الناصرة بتاريخ 17 يوليو (تموز) 2021 ميلاديًا الموافق 7 ذو الحجة 1442 هجريًا، عن عمرِ ناهز 75 عامًا. شُيع جثمانه من المسجد الأبيض، ودُفن في المقبرة التحتا بالناصرة.
نعاهُ المُؤرخ عمر محمد نزال العرموطي مؤلف كتاب «عشائر الزيادنة في الأردن»، حيث وصفَ زياد الظاهر بأنهُ «مرجعية الزيادنة في العالم العربي». كما نعتهُ بلدية الناصرة «تنعى بلدية الناصرة برئيسها السيد علي سلام وإدارتها ومجلسها البلدي ابن الناصرة الفنان والرسام النصراوي الأصيل زياد أبو السعود الظاهر الذي وافته المنية اليوم السبت الموافق 16/7/2021».

## من أعماله

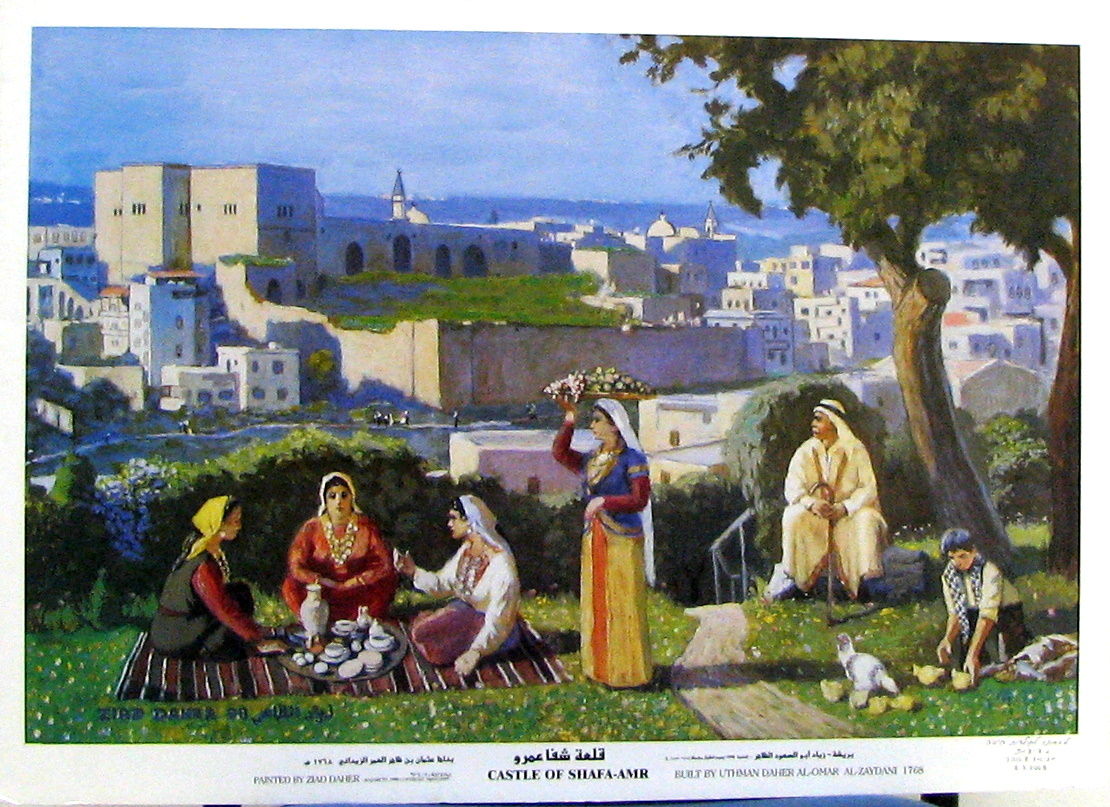
قلعة شفا عمرو وبنات عُثمان بن ظاهر العمر
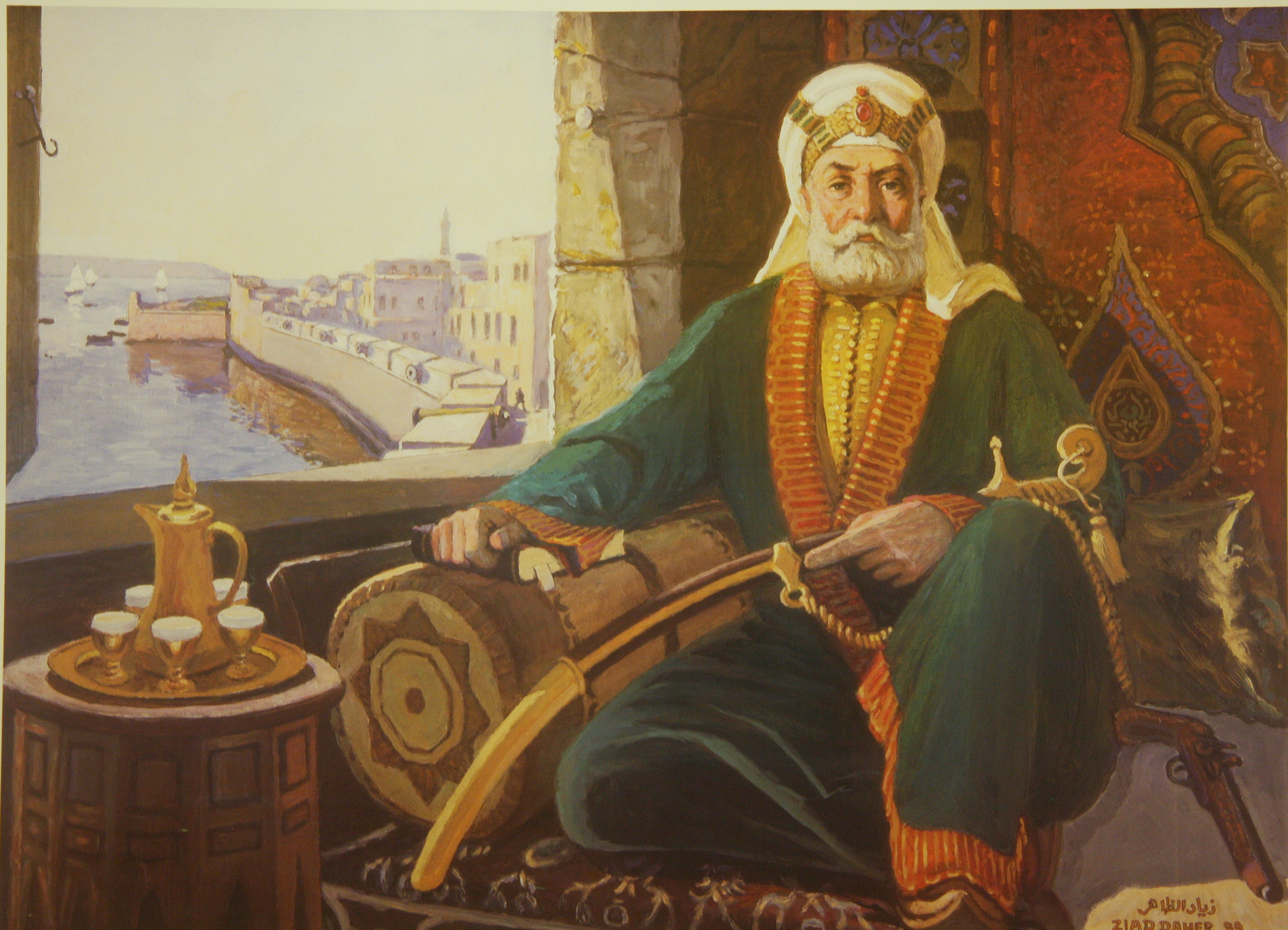
الشيخ ظاهر العمر الزيداني
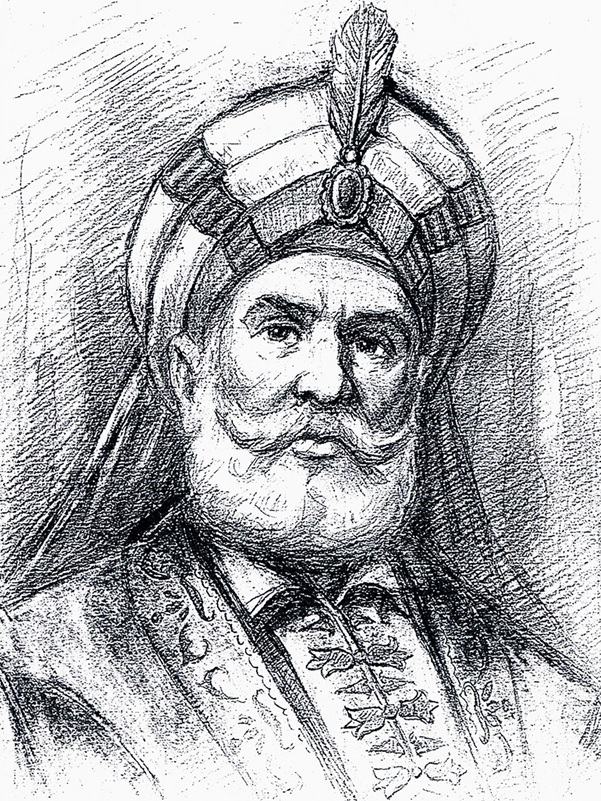
رسمٌ للشيخ ظاهر العمر